# О’Коннор, Эрин
ḛ
Э́рин О’Ко́ннор (англ. Erin O'Connor; 9 февраля 1978, Браунхиллз, Уэст-Мидлендс, Англия, Великобритания) — британская фотомодель, актриса
, телеведущая и писательница.

## Биография
Эрин О’Коннелл родилась 9 февраля 1978 года в Браунхиллзе (графство Уэст-Мидлендс, Англия, Великобритания) и выросла на окраине Бирмингема. С раннего возраста Эрин отличалась своей красотой и высоким ростом от других детей. О’Коннелл мечтала стать балериной, но её планы на карьеру изменились, когда она была замечена на показе одежды в прямом эфире в Бирмингеме в 1996 году.

## Карьера
В течение нескольких месяцев Эрин работала с Ричардом Аведоном на кампанию Versace. В возрасте двадцати лет, О’Коннелл познакомилась с Жан-Полем Готье, у них родилась уникальная дружба и он доверил ей реализовать своё видение, как на подиуме, так и в рекламных кампаниях. Но это было до работы с парикмахером Гвидо Паулу, который отрезал её волосы в 1999 году, чтобы она действительно нашла уверенность в качестве модели.

## Личная жизнь
Эрин состоит в фактическом браке со Стивеном Гибсоном, от которого у неё есть два сына — Альберт Тейт Гибсон (род. в июле 2014) и Эдди Гибсон (род. в марте 2019).